# Římskokatolická farnost Mladějov na Moravě
Římskokatolická farnost Mladějov na Moravě je jedno z územních společenství římských katolíků v děkanátu Svitavy s farním kostelem Nejsvětější Trojice v děkanátu Svitavy.

## Historie farnosti
První písemná zmínka o obci pochází z roku 1365. V roce 1720 byla postavena v obci kaple Nejsvětější Trojice, která byla roku 1872 rozšířena a upravena na kostel. V roce 1890 byla vedle kostela vybudována fara (v budově nyní sídlí mateřská škola). 

## Duchovní správci
Do června 2017 byl administrátorem excurrendo R. D. Mgr. Pavel Jagoš. Toho od července téhož roku vystřídal R. D. Mgr. Karel Macků.

## Bohoslužby
| Kostel              | Místo              | Bohoslužba (den) | Hodina                                   | Poznámka     |
| ------------------- | ------------------ | ---------------- | ---------------------------------------- | ------------ |
| Nejsvětější Trojice | Mladějov na Moravě | neděle úterý     | 8.00 16.00 (zimní čas)/18.00 (letní čas) | Farní kostel |

## Aktivity farnosti
Každoročně se ve farnosti koná tříkrálová sbírka, v roce 2017 se při ní vybralo 8 832 korun.